# Équipe de France des moins de 20 ans de football
Cet article traite de l'équipe masculine. Pour l'équipe féminine, voir Équipe de France féminine de football des moins de 20 ans.
Maillots
L'équipe de France de football des moins de 20 ans ou U20 est constituée par une sélection des meilleurs joueurs français de 20 ans ou moins sous l'égide de la Fédération française de football (FFF).

## Histoire
En juin 2013, les Bleuets sont vainqueurs de la Coupe du monde U20 en Turquie.
La France s'impose en finale de la compétition face à l'Uruguay et remporte à cette occasion le dernier trophée FIFA manquant à son palmarès. Elle devient la seule nation à avoir gagné l'ensemble des compétitions masculines de football à 11 organisées par la FIFA : Coupe du monde de football, Coupe du monde de football des moins de 20 ans, Coupe du monde de football des moins de 17 ans, Coupe des confédérations et tournoi olympique de football.

## Personnalités de l'équipe de France

### Sélectionneurs
Source : FFF
- avant 1996 : non connu
- 1996-1997 : Gérard Houllier, assisté de Christian Damiano (adjoint)
- 1997 et 1998 (deuxième sélection moins de 20 ans) : Jacques Devismes
- 1997 : Raymond Domenech
- 1997-2000 : non connu
- 2000-2001 : Raymond Domenech (2de fois) et Jean-François Jodar
- 2001-2002 : Jean-François Jodar (2de fois)
- 2002-2004 : non connu
- 2004-2006 : Francis Smerecki
- 2006-2007 : Philippe Bergeroo
- 2007-2008 : Jean Gallice
- 2008-2009 : Luc Rabat
- 2009-2010 : François Blaquart
- 2010-2011 : Francis Smerecki (2e fois)
- 2011-2012 : Philippe Bergeroo (2d fois)
- 2012-2013 : Pierre Mankowski
- 2013-2014 : Ludovic Batelli
- 2014-2015 : Francis Smerecki (3e fois)
- 2015-2016 : Patrick Gonfalone
- 2016-2018 : Ludovic Batelli (2de fois)
- 2021-2022 : Bernard Diomède
- 2022-2023 : Landry Chauvin
- 2023- : Bernard Diomède (2de fois)

## Résultats de la sélection nationale

### Palmarès
| Compétitions internationales | Trophées divers |
| - Coupe du monde U-20 de la FIFA (1) - Vainqueur en 2013. - Jeux de la Francophonie (1) - Vainqueur en 1994. - Finaliste en 2001. | - Tournoi de Toulon (5) - - (Palmarès de 2011-) - Vainqueur en 2006, 2007 , 2015 et 2022 - Finaliste en 2009, 2011, 2016 et 2014 - Troisième en 2010 et 2013 |

### Parcours
Parcours de l'équipe de France de football des moins de 20 ans en compétitions internationales
| Coupe du monde U-20 de la FIFA | Jeux de la Francophonie | Tournoi de Toulon |
| --- | --- | --- |
| - 1977: 1er tour - 1979: Non qualifiée - 1981: Non qualifiée - 1983: Non qualifiée - 1985 : Non qualifiée - 1987 : Non qualifiée - 1989 : Non qualifiée - 1991 : Non qualifiée - 1993 : Non qualifiée - 1995 : Non qualifiée - 1997: Quart de finale - 1999: Non qualifiée - 2001: Quart de finale - 2003: Non qualifiée - 2005: Non qualifiée - 2007: Non qualifiée - 2009: Non qualifiée - 2011: Quatrième - 2013: Vainqueur - 2015: Non qualifiée - 2017: Huitième de finale - 2019: Huitième de finale - 2021: Annulée - 2023: 1er tour | - 1989 : Non qualifiée - 1994 : Vainqueur - 1997 : Non qualifiée - 2001 : Finale - 2005 : Non qualifiée - 2009 : 1er tour - 2013 : 1er tour - 2017 : 1er tour | - 1997 : Vainqueur - 2006 : Vainqueur - 2007 : Vainqueur - 2008 : 1er tour - 2009 : Finale - 2010 : Demi-finale, 3e - 2011 : Finale - 2012 : Demi-Finale, 4e - 2013 : Demi-finale, 3e - 2014 : Finale - 2015 : Vainqueur - 2016 : Finale - 2017 : 1er tour - 2018 : 1er tour - 2010 : Phases de groupe - 2020 : Annulée - 2021 : Annulée - 2022 : Vainqueur - 2025 : Vainqueur |

## Effectifs saison par saison

### 2006-2007
Cette saison, l'équipe de France des moins de 20 ans participe à la 35e édition du Tournoi de Toulon. Pour ses trois matches de poule dans la compétition, la France gagne 2-0 contre la Côte d'Ivoire, 5-1 contre le Japon puis 4-1 contre l'Allemagne. Finissant ainsi 1re de sa poule, elle se qualifie pour les demi-finales : après une victoire 1-0 contre le Portugal, la France s'impose 3-1 contre la Chine, le 9 juin 2007, et remporte le Tournoi de Toulon pour la troisième fois consécutive.

### 2007-2008
Cette saison, l'équipe de France des moins de 20 ans participe à la 36e édition du Tournoi de Toulon. Pour leurs trois matches dans la compétition la France perd 5-3 contre le Chili, 2-1 contre le Japon puis 1-0 contre les Pays-Bas finissant ainsi dernier de leur poule, la France est éliminée.

### 2008-2009
Cette saison, l'équipe de France des moins de 20 ans participe à la 16e édition des Jeux Méditerranéens en Italie. Pour leur premier match dans la compétition la  France gagne par 2-0 contre la Turquie puis 1-0 contre Malte finissant ainsi 1er de leur groupe, il se qualifient pour la demi-finale, perdue 2-1 contre l'Espagne. La France, non qualifiée pour la finale, participe à un match pour la 3e place qui sera perdu 8 à 7 aux tirs au but contre la Libye.

### 2009-2010
Cette saison, l'équipe de France des moins de 20 ans participe à la 6e édition des Jeux de la Francophonie au Liban et à la 38e édition du Tournoi de Toulon. Pour leurs premiers matchs aux Jeux de la Francophonie la France fait match nul 1-1 contre le Sénégal puis perd 1-0 contre le Maroc, finissant ainsi 2e de leur poule.
La France est éliminée.
Pour leurs trois matches de poule au Tournoi de Toulon, la France gagne 2-0 contre la Colombie, 4-1 contre le Japon et 2-1 contre la Côte d'Ivoire, finissant ainsi 1er de leur poule, La France se qualifie pour la demi-finale perdue 3-2 contre le Danemark. La France non qualifiée pour la finale participe à un match pour la 3e place qui sera gagné 2 à 1 contre le Chili.